# S-dualitat

Un diagrama de dualitats de la teoria de cordes. Les vores blaves indiquen la dualitat S. Les vores vermelles indiquen la dualitat T.

En física teòrica, la dualitat S (abreviatura de dualitat fort-feble, o Sen dualitat) és una equivalència de dues teories físiques, que poden ser teories de camps quàntiques o teories de cordes. La dualitat S és útil per fer càlculs en física teòrica perquè relaciona una teoria en què els càlculs són difícils amb una teoria en què són més fàcils.
En la teoria quàntica de camps, la dualitat S generalitza un fet ben establert de l'electrodinàmica clàssica, és a dir, la invariància de les equacions de Maxwell sota l'intercanvi de camps elèctrics i magnètics. Un dels primers exemples coneguts de dualitat S en la teoria quàntica de camps és la dualitat Montonen-Olive que relaciona dues versions d'una teoria quàntica de camps anomenada N = 4 teoria supersimètrica de Yang-Mills. El treball recent d'Anton Kapustin i Edward Witten suggereix que la dualitat Montonen-Olive està estretament relacionada amb un programa de recerca en matemàtiques anomenat programa geomètric Langlands. Una altra realització de la dualitat S en la teoria quàntica de camps és la dualitat de Seiberg, que relaciona dues versions d'una teoria anomenada N=1 teoria supersimètrica de Yang-Mills.
També hi ha molts exemples de dualitat S en teoria de cordes. L'existència d'aquestes dualitats de cordes implica que formulacions aparentment diferents de la teoria de cordes són realment equivalents físicament. Això va portar a la constatació, a mitjans de la dècada de 1990, que totes les cinc teories de supercordes consistents són només casos límit diferents d'una única teoria d'onze dimensions anomenada teoria M.

## Visió general
En la teoria quàntica de camps i la teoria de cordes, una constant d'acoblament és un nombre que controla la força de les interaccions en la teoria. Per exemple, la força de la gravetat es descriu mitjançant un nombre anomenat constant de Newton, que apareix a la llei de la gravetat de Newton i també a les equacions de la teoria general de la relativitat d'Albert Einstein. De la mateixa manera, la força de la força electromagnètica es descriu mitjançant una constant d'acoblament, que està relacionada amb la càrrega transportada per un sol protó.
Per calcular quantitats observables en la teoria quàntica de camps o en la teoria de cordes, els físics solen aplicar els mètodes de la teoria de la pertorbació. En la teoria de la pertorbació, les quantitats anomenades amplituds de probabilitat, que determinen la probabilitat que es produeixin diversos processos físics, s'expressen com a sumes d'una infinitat de termes, on cada terme és proporcional a una potència de la constant d'acoblament {\displaystyle g}:
{\displaystyle A=A_{0}+A_{1}g+A_{2}g^{2}+A_{3}g^{3}+\dots }
Perquè aquesta expressió tingui sentit, la constant d'acoblament ha de ser inferior a 1 de manera que les potències més altes de {\displaystyle g} esdevé insignificant i la suma és finita. Si la constant d'acoblament no és inferior a 1, els termes d'aquesta suma creixeran cada cop més i l'expressió dona una resposta infinita sense sentit. En aquest cas es diu que la teoria està fortament acoblada, i no es pot utilitzar la teoria de la pertorbació per fer prediccions.
Per a determinades teories, la dualitat S proporciona una manera de fer càlculs amb un acoblament fort mitjançant la traducció d'aquests càlculs a diferents càlculs en una teoria dèbilment acoblada. La dualitat S és un exemple particular d'una noció general de dualitat en física. El terme dualitat es refereix a una situació en què dos sistemes físics aparentment diferents resulten equivalents d'una manera no trivial. Si dues teories estan relacionades per una dualitat, vol dir que una teoria es pot transformar d'alguna manera de manera que acabi semblant l'altra teoria. Aleshores es diu que les dues teories són duals l'una a l'altra sota la transformació. Dit de manera diferent, les dues teories són descripcions matemàticament diferents dels mateixos fenòmens.
La dualitat S és útil perquè relaciona una teoria amb la constant d'acoblament {\displaystyle g} a una teoria equivalent amb constant d'acoblament {\displaystyle 1/g}. Així, relaciona una teoria fortament acoblada (on la constant d'acoblament {\displaystyle g} és molt més gran que 1) a una teoria dèbilment acoblada (on la constant d'acoblament {\displaystyle 1/g} és molt inferior a 1 i els càlculs són possibles). Per aquest motiu, la dualitat S s'anomena dualitat forta-feble.

## En teoria quàntica de camps

### Una simetria de les equacions de Maxwell
En la física clàssica, el comportament del camp elèctric i magnètic es descriu mitjançant un sistema d'equacions conegut com a equacions de Maxwell. Treballant en el llenguatge del càlcul vectorial i assumint que no hi ha càrregues o corrents elèctrics, aquestes equacions es poden escriure
{\displaystyle {\begin{aligned}\nabla \cdot \mathbf {E} &=0,\\\nabla \cdot \mathbf {B} &=0,\\\nabla \times \mathbf {E} &=-{\frac {\partial \mathbf {B} }{\partial t}},\\\nabla \times \mathbf {B} &={\frac {1}{c^{2}}}{\frac {\partial \mathbf {E} }{\partial t}}.\end{aligned}}}
Aquí {\displaystyle \mathbf {E} } és un vector (o més precisament un camp vectorial la magnitud i la direcció del qual poden variar d'un punt a un altre de l'espai) que representa el camp elèctric, {\displaystyle \mathbf {B} } és un vector que representa el camp magnètic, {\displaystyle t} és el temps, i {\displaystyle c} és la velocitat de la llum. Els altres símbols d'aquestes equacions es refereixen a la divergència i el curl, que són conceptes del càlcul vectorial.
Una propietat important d'aquestes equacions és la seva invariància sota la transformació que substitueix simultàniament el camp elèctric {\displaystyle \mathbf {E} } pel camp magnètic {\displaystyle \mathbf {B} } i substitueix {\displaystyle \mathbf {B} } per {\displaystyle -1/c^{2}\mathbf {E} }:
{\displaystyle {\begin{aligned}\mathbf {E} &\rightarrow \mathbf {B} \\\mathbf {B} &\rightarrow -{\frac {1}{c^{2}}}\mathbf {E} .\end{aligned}}}
En altres paraules, donat un parell de camps elèctrics i magnètics que resolen les equacions de Maxwell, és possible descriure una nova configuració física en la qual aquests camps elèctrics i magnètics s'intercanvien essencialment, i els nous camps tornaran a donar una solució de les equacions de Maxwell. Aquesta situació és la manifestació més bàsica de la dualitat S en una teoria de camps.